# Oedura coggeri
Espèce
Oedura coggeri est une espèce de gecko de la famille des Diplodactylidae.

## Répartition
Cette espèce est endémique de la péninsule du cap York du Queensland. 

## Étymologie
Cette espèce est nommée en l'honneur d'Harold George Cogger.

## Publication originale
- Bustard, 1966 : The Oedura tryoni complex: East Australian rock-dwelling geckos. (Reptilia: Gekkonidae). Bulletin of the British Museum (Natural History), Zoology, vol. 14, p. 1-14 (texte intégral).